# Samuel Zborowski
Pour les articles homonymes, voir Zborowski.
Samuel Zborowski armoiries Jastrzębiec, né vers 1520 et mort exécuté le 26 mai 1584, fut hetman cosaque, capitaine de cavalerie et calviniste. Son exécution sur ordre du roi de Pologne Stefan Batory fut à l'origine de la défiance de la noblesse polonaise envers le monarque et son proche collaborateur chancelier Jan Zamoyski et une nouvelle législation limitant le pouvoir royal en Pologne.

## Biographie
Le fils cadet de Marcin Zborowski (en) et d'Anny z Konarska, Samuel est issu d'une famille très influente. Son père est castellan de Cracovie et son frère Jan Zborowski est secrétaire royal de Sigismond II de Pologne.
Les Zborowski sont des partisans fidèles du roi Henry Valois. Mais en 1574, lors des cérémonies de couronnement d'Henri Valois, il y a une bagarre entre Samuel Zborowski et Janusz Karwat, le serviteur de Jan Tęczyński, castellan de Wojnicz. Désireux de sauver le sérieux du moment, Andrzej Wapowski, castellan de Przemyśl, tente de les séparer. Énervé par cette intervention, Samuel Zborowski frappe Wapowski avec un piolet à la tête. Wapowski meurt des suites de sa blessure. Jugé pour ce meurtre, Zborowski est condamné par le roi Henri au bannissement. Cependant, le roi ne prononce pas l'infamie, comme il est d'usage en cas pareil.
Zborowski quitte la Pologne avant même que le verdict ne soit prononcé et se réfugie à la cour d'Étienne Báthory, le prince de Transylvanie. Quelques mois plus tard, Henry Valois fuit la Pologne et Báthory lui succède comme roi sur le trône polonais. Se croyant à l'abri des poursuites, Zborowski rentre en Pologne en 1576. Cependant, la plupart des postes importants sont tenus par les partisans du chancelier Jan Zamoyski et les frères Zborowski progressivement perdent de leur influence. Andrzej et Krzysztof, commencent à comploter contre le nouveau roi.
En 1580, Samuel Zborowski va à Sitch, où, en tant que hetman cosaque, il participe à la guerre contre la Principauté de Moscou. Le roi Batory ne lève pas le bannissement, alors Zborowski se met à conspirer contre le roi. En 1583, il effectue plusieurs raids contre l'Empire ottoman en détruisant par la même occasion Jahorlik et Tiahiń, domaines de Jan Zamoyski. Cela provoque une détérioration des relations avec le sultan Murad III et la colère du roi Batory, qui souhaite justement se rapprocher des Turcs.
En 1584, Wojciech Długoraj (en), compositeur et luthiste au service de Zborowski et qui a été maltraité par lui, envoie au chancelier Jan Zamoyski, plusieurs lettres incriminant Krzysztof et Samuel Zborowski dans leurs préparatifs d'assassinat du roi.

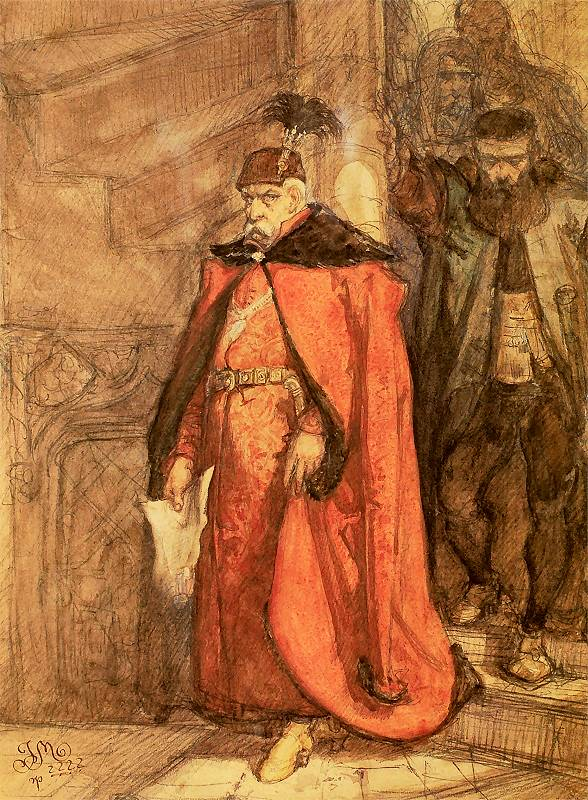
Jan Zamoyski annonçant la sentence à Samuel Zborowski, par Jan Matejko

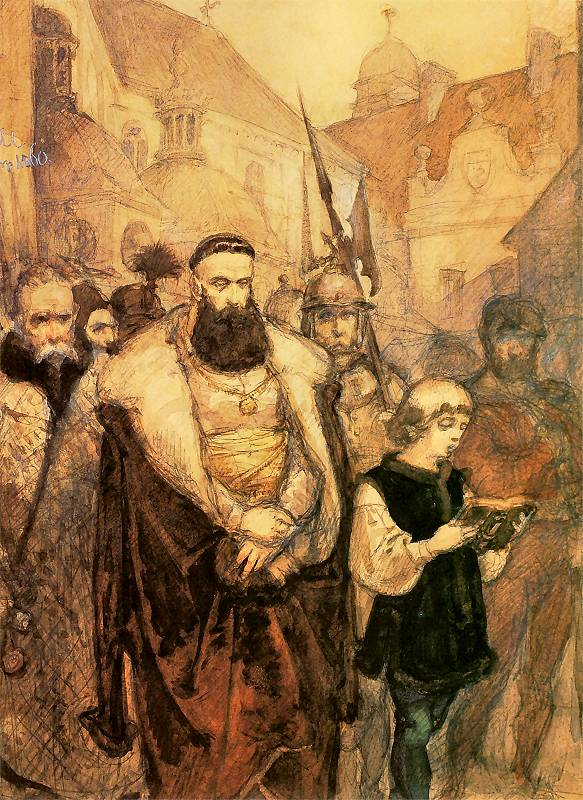
Samuel Zborowski sur en chemin vers son exécution, par Jan Matejko

Le 11 mai 1584 Zborowski est arrêté à Piekary[Lequel ?] et mis en détention au château du Wawel. C'était une chose sans précédent dans l'histoire de l'application des lois dans la République nobiliaire de Pologne-Lituanie.
Les exécuteurs de l'ordre du chancelier Zamoyski sont le voïvode de Bełz Stanisław Żółkiewski et le vice-staroste de Cracovie Wacław Urowiecki. Les protestations des magnats et l'intervention de la noblesse qui exige du chancelier que l'affaire Zborowski soit renvoyée à la décision de la Diète, ne changent rien. Avec le fameux consentement verbal du roi Stefan Batory : Canis mortuus non mordet (Le chien mort ne mord pas), le chancelier prend la décision de le faire exécuter. Zborowski est décapité sur la colline de Wawel, le 26 mai 1584.
L'exécution de Zborowski est vue par la noblesse et notamment par les protestants, comme un acte de vengeance, un abus de pouvoir du monarque et un signe de son absolutisme. Bien qu’aventurier, Zborowski est considéré par beaucoup comme un martyr. Cependant, la Diète de janvier 1585 rejette la plainte des frères Zborowski et Krzysztof Zborowski est banni pour trahison.
En 1588, la Diète adopte une loi qui exhausse les postulats de Zborowski en matière de crimes de lèse-majesté, en privant le roi, en tant que partie intéressée, de la voix décisive. Désormais, ce sont les députés de la Diète qui prennent sa place. La loi exclut également la possibilité d'action contre les rebelles s'ils se trouvent dans les demeures des nobles.
La Diète de 1589 déclare la décapitation de Samuel Zborowski comme légale.
Au XIXe siècle, Juliusz Słowacki consacrera à ce sujet sa drame mystique Samuel Zborowski (1844-1845)

## Sources
- Jarosław Marek Rymkiewicz Samuel Zborowski, Sic, 2011.
- Magdalena Ujma Samuel Zborowski i jego czasy, Wydawnictwo Uniwersytetu Opolskiego, 2018,  (ISBN 9788373957718)

- Notices d'autorité :   - VIAF
  - ISNI
  - BnF (données)
  - IdRef
  - LCCN
  - GND
  - Pologne
  - Vatican
  - Tchéquie
  - WorldCat

- (en) Cet article est partiellement ou en totalité issu de l’article de Wikipédia en anglais intitulé « Samuel Zborowski » (voir la liste des auteurs).